# Rio do Amparo
O rio do Amparo é um curso de água do estado de Minas Gerais, Brasil. É um afluente da margem esquerda do rio Jacaré e, portanto, um subafluente do rio Grande.
Apresenta 39 km de extensão e drena uma área de 414 km². Nasce no município de Santo Antônio do Amparo, a uma altitude de aproximadamente 1100 metros. Em seu percurso, atravessa a zona urbana do município de Santo Antônio do Amparo.
A partir da foz do córrego da Onça, serve de limite entre os municípios de Santana do Jacaré e Perdões ao longo de 2 km. A partir daí, serve de limite entre os municípios de Santana do Jacaré e Cana Verde até sua foz no rio Jacaré.